# Ugolyka–széleslonkai rezervátum
Az Ugolyka–széleslonkai rezervátum (ukránul: Угольсько-Широколужанський заповідний масив, Uholszko-Sirokoluzsanszkij zapovidnij masziv) védett természeti terület Ukrajnában. Rezervátum (Природний заповідник, Prirodnij zapovidnik) besorolású, azaz nemzeti szintű védett terület. Az Északkeleti-Kárpátokban, a Kraszna-havas déli lejtőin jelölték ki. Közigazgatásilag Kárpátalja Técsői járásában található.

## Földrajz
A védett terület 400-1280 méteres tengerszint feletti magasságban fekszik az Északkeleti-Kárpátokban, a Kraszna-havas déli lejtőin, 15 580 hektáros területen.

## Élővilág
Európa legnagyobb területű bükköseiről ismert. Otthont ad olyan reliktum fajoknak, mint a közönséges tiszafa, nagylevelű hárs és közönséges. Az Ukrán-Kárpátokban egyedül itt fordul elő a nehézszagú boróka.
Állatvilágára jellemző a hiúz, baglyok, fekete harkály, vadmacska, vaddisznó, szalamandrák és szarvasok. A Vörös Könyvben szereplő fajok közül előfordul többek között a fekete gólya, az európai vidra és a kárpáti gőte. Barlangjaiban 19 denevérfaj fordul elő.

## Történelem
Állami szinten 1968 óta védett, 1992 óta pedig az UNESCO által is jóváhagyott Kárpáti bioszféra-rezervátum része. Az itt található Ugolyka–széleslonkai ősbükkös 2007 óta A Kárpátok és más európai régiók ősbükkösei világörökségi helyszín része.